# منحنی کشف گونه
در بوم‌شناسی، منحنی کشف گونه (به انگلیسی: Species discovery curve) (که همچنین به عنوان منحنی تجمعی گونه‌ها یا منحنی جمع‌آوری‌کننده شناخته می‌شود)، نموداری است که تعداد تجمعی گونه‌های جانداران زنده ثبت‌شده در یک محیط خاص را به عنوان تابعی از تلاش تجمعی صرف‌شده برای جستجوی آنها ثبت می‌کند. (معمولاً بر حسب نفر-ساعت اندازه‌گیری می‌شود). این منحنی با منحنی گونه-مساحت در ارتباط است، اما با آن یکسان نیست.